# Alexander z Schönburg-Hartensteinu
Alexander z Schönburg-Hartensteinu (německy Josef Alexander Heinrich Otto Fürst von Schönburg-Hartenstein; 5. března 1826 Vídeň – 1. října 1896 Vídeň) byl rakousko-uherský diplomat a politik. Vlastnil statky v Čechách, patřil mu mimo jiné zámek Červená Lhota.

## Životopis
Pocházel ze staré šlechtické rodiny Schönburg-Hartensteinů usazené mimo jiné v Čechách. Narodil se jako starší syn knížete Jindřicha Eduarda Schönburg-Hartensteina (1787–1872) a jeho druhé manželky Ludoviky, rozené princezny Schwarzenbergové (1803–1884). Od mládí působil v diplomacii Rakouska, kariéru započal v roce 1847 jako atašé v Haagu, v roce 1849 v Londýně a v roce 1850 v Berlíně. V roce 1851 byl jmenován honorárním legačním sekretářem. Od roku 1852 působil v Paříži jako vyslanecký sekretář. V letech 1855–1859 byl rakouským vyslancem v Bádensku se sídlem v Karlsruhe a poté byl v letech 1859–1863 vyslancem v Bavorsku se sídlem v Mnichově. Po ukončení činnosti v Mnichově se na vlastní žádost stáhl do ústraní na své statky, které vlastnil v Čechách. V letech 1872–1882[zdroj?] byl poslancem Českého zemského sněmu. Po otcově úmrtí zdědil titul knížete a stal se též dědičným členem rakouské Panské sněmovny (1872). Patřil k významným představitelům Strany ústavověrného velkostatku a v Čechách, později i ve Vídni zprostředkovával jednání o česko-německém vyrovnání (punktace). Od roku 1879 až do smrti byl prvním místopředsedou Panské sněmovny. Z čestných hodností dosáhl titulů c. k. komořího (1854) a později c. k. tajného rady (1869). V roce 1878 byl jmenován rytířem Řádu zlatého rouna. 

## Majetkové a rodinné poměry
Po otci byl majitelem velkostatků v Čechách, jeho majetkem byl mimo jiné zámek Červená Lhota. V roce 1881 koupil ve východních Čechách velkostatek Miletín, kde vzápětí přistoupil k přestavbě zámku.
V červnu 1855 se ve Vídni oženil s princeznou Karolínou Marií z Liechtensteinu (1836–1885), dcerou knížete Aloise II. z Liechtensteinu. Karolína se později stala c. k. palácovou dámou a dámou Řádu hvězdového kříže. Z jejich manželství se narodilo šest dětí:
- 1. Ludovika Marie Terezie (3. 7. 1856 Ettlingen – 5. 7. 1932 Mnichov), dáma Řádu hvězdového kříže
  - ⚭ (1879) Bertram kníže Quadt-Wykradt (11. 1. 1849 Stuttgart – 14. 5. 1927), dědičný člen horní komory parlamentu ve Württembersku a Bavorsku, plukovník pruské armády, 1901 povýšen na knížete v Německém císařství
- 2. Františka de Paula Marie Karolína (28. 8. 1857 Karlsruhe – 20. 1. 1926 Petrohrad), c. k. palácová dáma, dáma Řádu hvězdového kříže, nositelka Alžbětina řádu
  - ⚭ (1876) Evžen hrabě Czernin z Chudenic (13. 2. 1851 – 5. 11. 1925 Petrohrad), c. k. tajný rada, komoří, dědičný člen rakouské Panské sněmovny, rytíř Řádu zlatého rouna, majitel velkostatků Jindřichův Hradec, Petrohrad, Krásný Dvůr, Chudenice atd.[9]
- 3. Alois Maria Alexander (21. 11. 1858 Karlsruhe – 20. 9. 1944 Hartenstein, Norimbersko), rakousko-uherský generálmajor, ministr obrany Rakouské republiky
  - ⚭ (1887) Johanna hraběnka Colloredo-Mannsfeld (27. 7. 1867 Dobříš – 26. 8. 1938 Brno), c. k. palácová dáma, dáma Řádu hvězdového kříže, čestná dáma Maltézského řádu
- 4. Marie Terezie Ludovika (17. 12. 1861 Mnichov – 25. 8. 1945), c. k. palácová dáma, dáma Řádu hvězdového kříže
  - ⚭ (1885) Eduard princ z Auerspergu (8. 1. 1863 Vídeň – 18. 3. 1956), JUDr.
- 5. Eduard Otto Maria Alexander (24. 3. 1863 Mnichov – 18. 4. 1903 Praha), svobodný a bezdětný
- 6. Jan Maria Alois Otto (12. 9. 1864 Enzesfeld, Dolní Rakousy – 30. 3. 1937 Vídeň), diplomat, c. k. tajný rada a komoří, vyslanec v Rumunsku 1906–1911, velvyslanec ve Vatikánu 1911–1918, rytíř Řádu zlatého rouna
  - ⚭ (1897) Sofie princezna Oettingen-Wallerstein (4. 10. 1878 Hluboš – 10. 9. 1944 Vídeň), c. k. palácová dáma, dáma Řádu hvězdového kříže